# Múzsa (keresztnév)
A Múzsa női név, mely a múzsa köznévből lett alkotva.  A múzsák görög mitológiában a tudományok és a művészetek istennői.

## Gyakorisága
Az 1990-es években szórványos név, a 2000-es években nem szerepel a 100 leggyakoribb női név között.

## Névnapok
- április 2.[2]
- április 3.[2]